# آگوست ورنر
آگوست ورنر (انگلیسی: August Werner; ۶ مارس ۱۸۹۶ – ۲۰ اکتبر ۱۹۶۸) بازیکن فوتبال اهل آلمان بود.
از باشگاه‌هایی که در آن بازی کرده‌است می‌توان به باشگاه فوتبال هامبورگ و باشگاه فوتبال هولشتاین کیل اشاره کرد.
وی همچنین در تیم ملی فوتبال آلمان بازی کرده‌است.